# JULIETTE (SHINee單曲)
「JULIETTE」是韓國的男子團體SHINee的第2张日語单曲。2011年8月29日由EMI发行。

## 概要
- 「JULIETTE」是SHINee第二張迷你專輯「ROMEO」主打曲「茱麗葉 (Juliette)」的日語版本
- 「JULIETTE」是「SHINee×NEW SHINY DENIM」的競選歌曲
- 此單曲有3個版本，分別有「初回生産限定盤A」、「初回生産限定盤B」和「通常盤」。「初回生産限定盤」收錄了「JULIETTE」的PV和Teaser；「通常盤」收錄了「JULIETTE」的PV、Making和Teaser。
- 在9月12日於公信榜单曲週排行榜取得第3位。

## 收錄内容

### CD（初回生産限定盤，通常盤）
1. JULIETTE
（日本詞：NATSUMI KOBAYASHI、作曲：MIKKEL REMEE SIGVARDT/JAY SEAN/MICH HANSEN/JOSEPH BELMAATI、編曲：CHO YONG HOON/JUN HONG SUNG）
2. Kiss Kiss Kiss
（作詞：Ryosuke "Dr.R" Sakai、作曲：Chris Meyer/Carl Utbult、編曲：Carl Utbult/Chris Meyer）
3. 茱麗葉 (Juliette)
（韓語詞：KIM JONGHYUN、作曲：MIKKEL REMEE SIGVARDT/JAY SEAN/MICH HANSEN/JOSEPH BELMAATI、編曲：CHO YONG HOON/JUN HONG SUNG）
4. Kiss Kiss Kiss （Instrumental）

### DVD（初回生産限定盤A）
1. JULIETTE（PV）
2. JULIETTE（Dance Shot Ver. A）
3. JULIETTE（Teaser）

### DVD（初回生産限定盤B）
1. JULIETTE（PV）
2. JULIETTE（Dance Shot Ver. B）
3. JULIETTE（Teaser）

### DVD（通常盤）
1. JULIETTE（PV）
2. JULIETTE（Jacket Shooting）
3. JULIETTE（PV Making）
4. JULIETTE（Teaser）